# جورج بي لي
جورج بي لي (بالإنجليزية: George P. Lee)‏ هو كاتب سير ذاتية أمريكي، ولد في 23 مارس 1943، وتوفي في 28 يوليو 2010 في بروفو في الولايات المتحدة.